# Égida

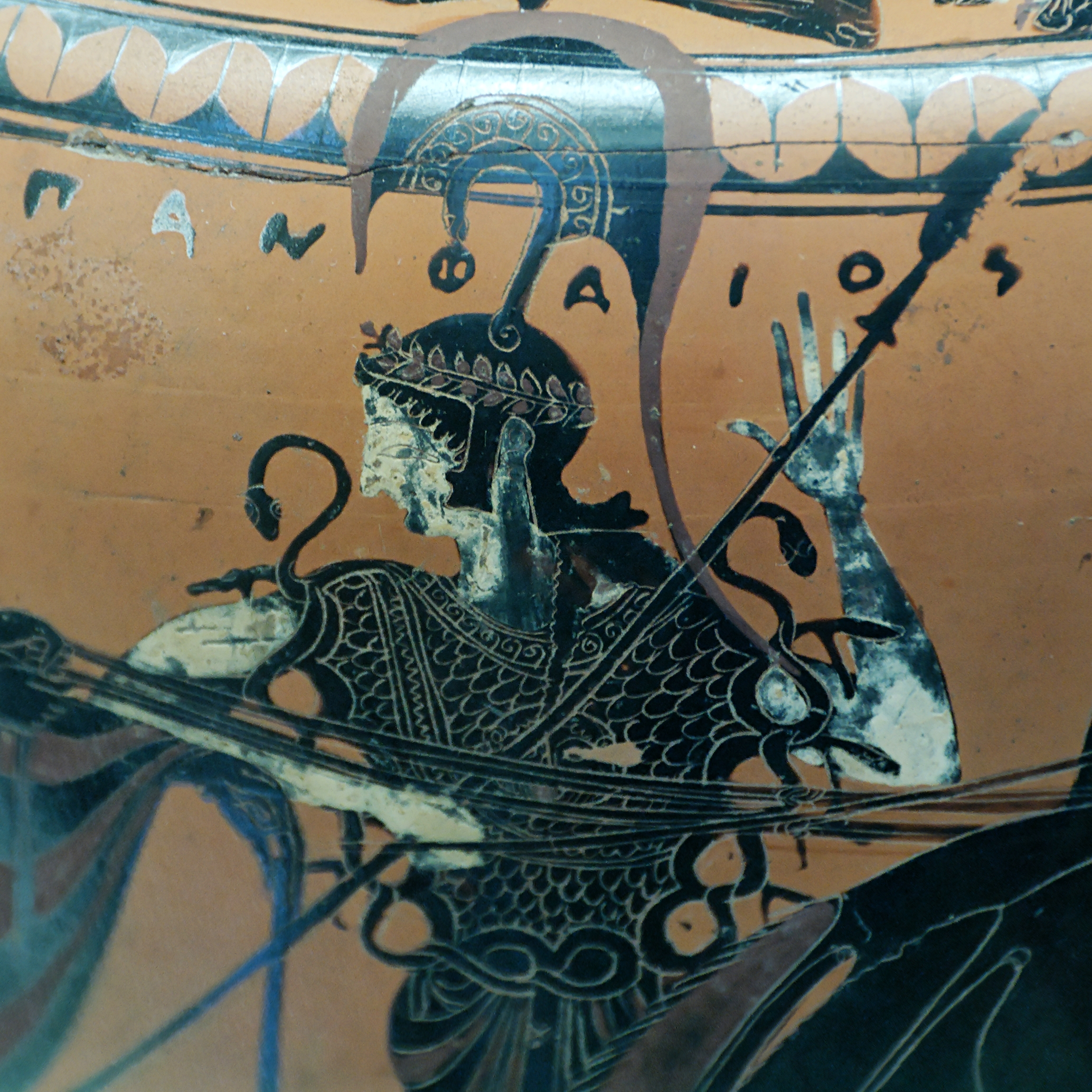
Atenea llevando la égida con flecos de serpientes, hidria ática de figuras negras, c. 540 a. C.

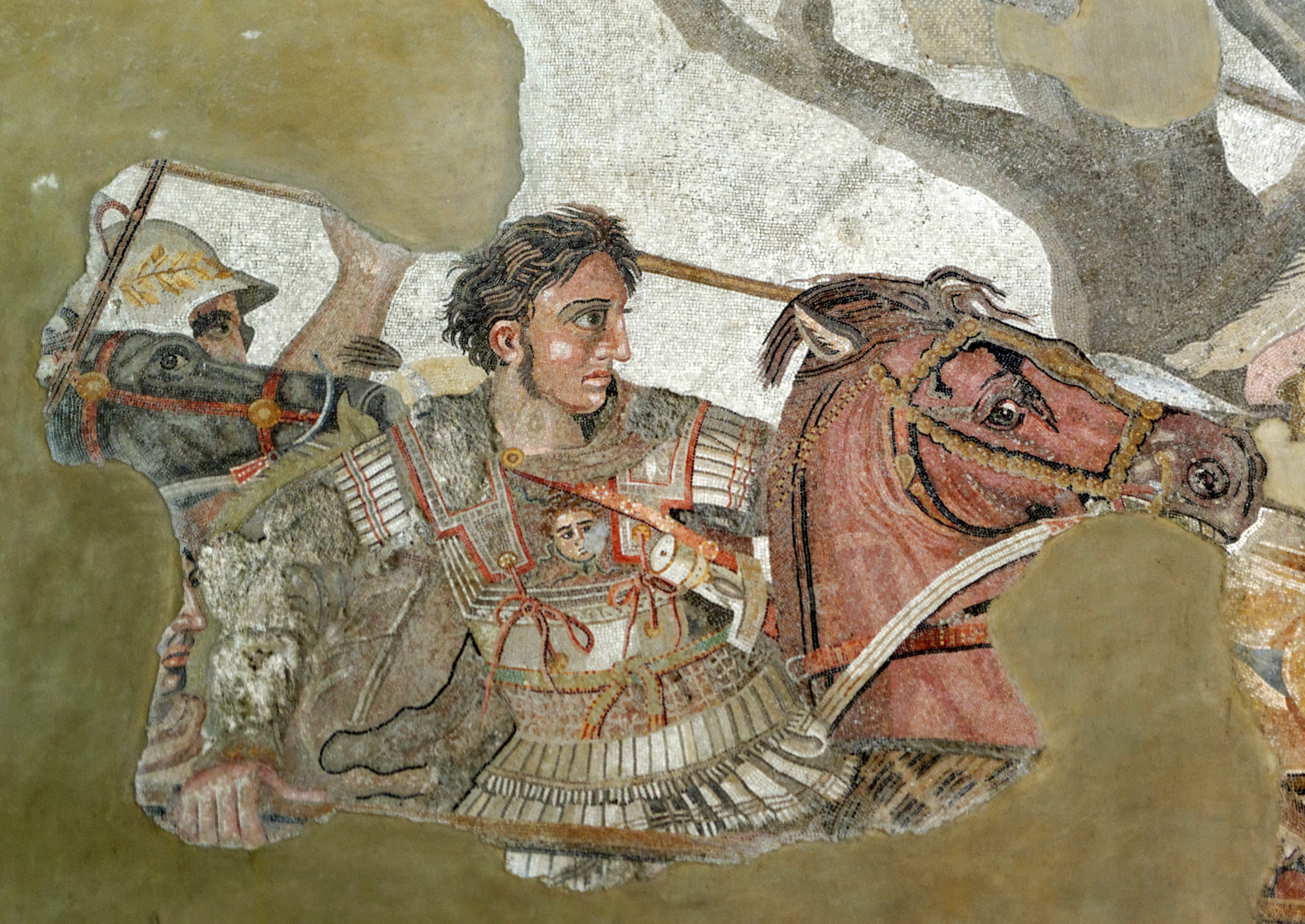
Alejandro Magno llevando en su armadura una imagen de la gorgona Medusa como égida. Museo Arqueológico de Nápoles.

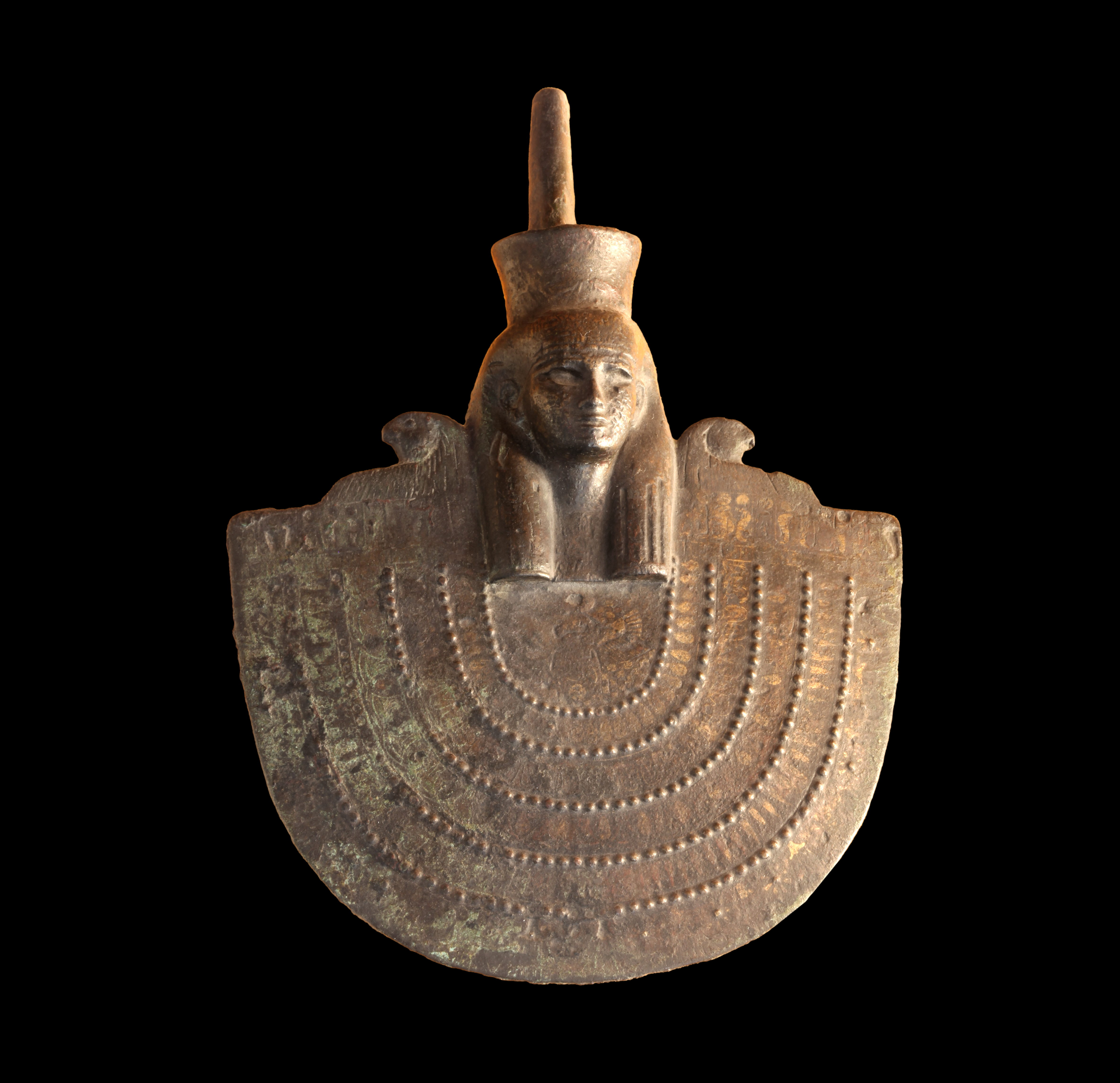
Égida de Neit, dinastía XXVI de Egipto.

La égida (en griego antiguo: αἰγίς, aigís) es uno de los elementos principales de la armadura prodigiosa de Zeus y de Atenea. Aunque las distintas tradiciones lo concebían de diversas maneras, generalmente la égida de Zeus era un escudo, y la de Atenea una coraza de piel de cabra. Por extensión, significa también ‘escudo’, ‘protección’, ‘defensa’.
La égida se mantuvo en la antigüedad como símbolo de la invulnerabilidad garantizada por los dioses. Los emperadores romanos solían ser representados con un amuleto colocado sobre su pecho, un escudo en miniatura adornado con la cabeza de Medusa.

## Mitología
En la mitología griega, según Homero, la égida es el escudo o rodela de Zeus, labrado para él por Hefesto, guarnecido con borlas y que lleva la cabeza de Medusa en su centro. Originalmente símbolo de la nube de tormenta, deriva probablemente de αισσο aisso, que significa ‘movimiento rápido y violento’. Otra posible etimología es de la raíz Αιγ- Aig-, ‘ola’, como en Αιγαίον (Egeo), ‘mar ondulado’. Cuando Zeus lo agitaba, el monte Ida se cubría de nubes, produciéndose una especie de gigantesco tornado llamado καταιγίς, los truenos caían y los hombres se llenaban de pavor; por paronomasia se habría metaforizado el nombre de tal tormenta con la palabra griega para designar a la cabra, αἴξ. A veces Zeus lo prestaba a Atenea (con él aparecía en el Paladio) y, raramente, a Apolo.
En una historia posterior se cuenta que Zeus usó la piel de la cabra Amaltea, que le había amamantado en Creta, como una rodela cuando se marchó a luchar contra los Gigantes. Está también la leyenda que retrata a la égida como un monstruo que respiraba fuego, como la Quimera, al que mató Atenea, quien luego llevó su piel como coraza. Otros incluso dicen que la égida era la piel del monstruoso gigante Palas.
Otra versión cuenta que la égida había sido realmente la piel de la cabra usada como un cinturón para sujetar el escudo. Cuando se usaba así, se solía normalmente sujetar en el hombro derecho, y envolvía parcialmente el pecho al pasar oblicuamente por delante y unirse en la espalda al escudo bajo el brazo izquierdo. Así, por extensión, se empleaba «égida» en ocasiones para referirse al escudo que sujetaba, y en otras a una coraza, cuya función en parte asumía. De acuerdo con este doble significado, la égida aparece en obras de arte a veces como la piel de un animal cubriendo hombros y brazos, y a veces como una coraza, con un borde de serpientes correspondientes a las borlas a las que hacía referencia Homero, y normalmente con la cabeza de Medusa en el centro. Con frecuencia se la representa en estatuas como Atenea del Pireo, de emperadores romanos, héroes y guerreros, y también en camafeos y jarrones.
También, en la mitología nórdica, el enano Fafner lleva un casco llamado égida.

## Mitologías egipcia y nubia

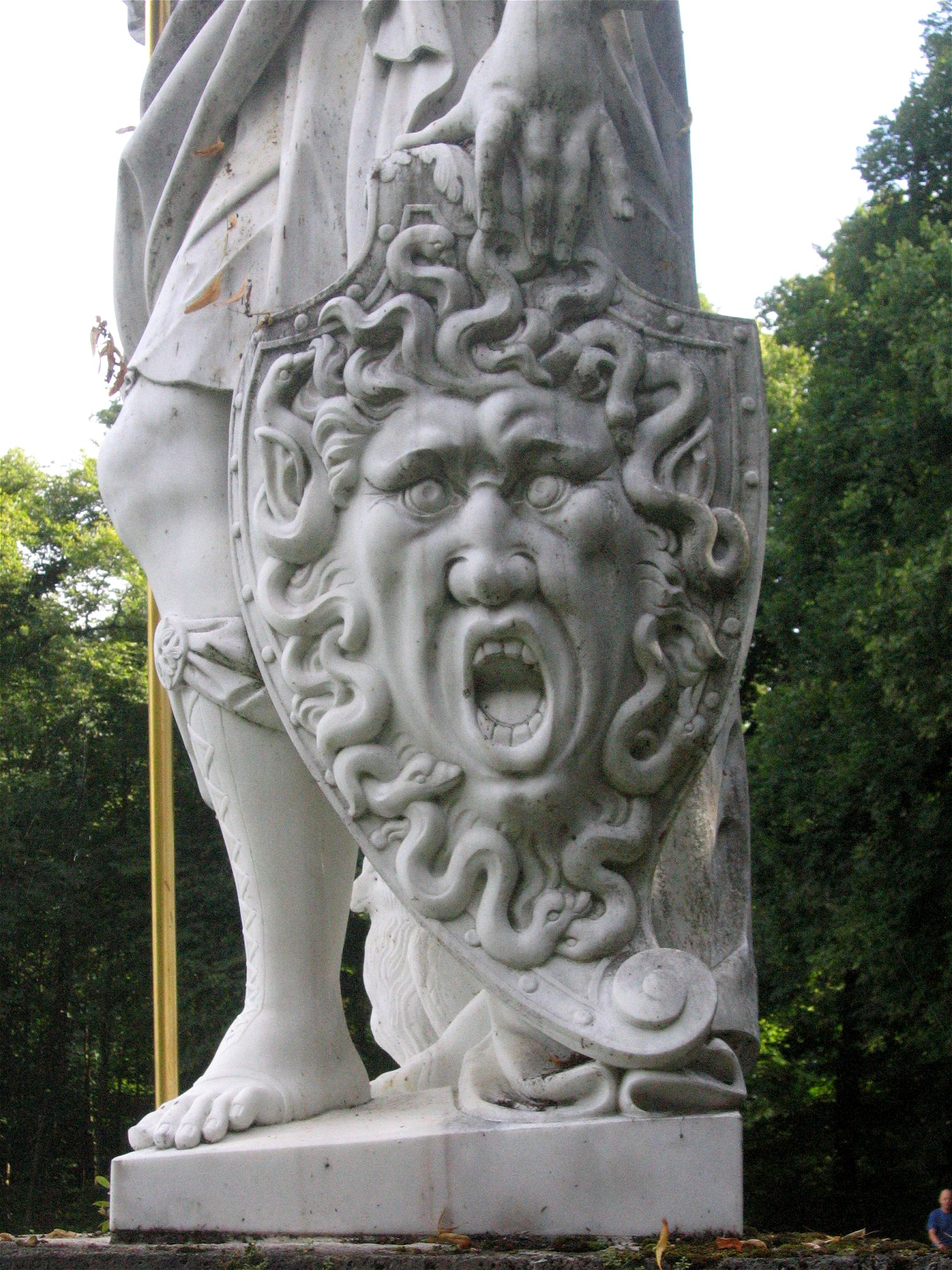
Égida, detalle de escultura de Giuseppe Volpini (1722/23), Jardines del Palacio de Nymphenburg.

La égida también aparece en la mitología egipcia, donde la diosa Bastet era a veces representada llevando un sistro ceremonial en una mano y una égida en la otra. Normalmente esta se parecía a un collar o gorjal adornado con una cabeza de leona. Platón intuyó el paralelismo entre Atenea y la antigua diosa egipcia y libia, Neit, deidad guerrera a la que también se la representa llevando un escudo.
La antigua Nubia compartía muchos de los aspectos de su mitología con la del antiguo Egipto, y existe un debate sobre la auténtica fuente original de algunos de los conceptos religiosos que comparten las dos culturas y, si la asimilación fue de Nubia a Egipto, o a la inversa, o mediante intercambios mutuos. Hubo un tiempo en que el reino de Kush de Nubia gobernó en Egipto.
La imagen de Isis llevando una égida fue descubierta en Sudán, y es probable que pertenezca a la floreciente cultura de Meroe, sucesora de la cultura de Kush, por la utilización de jeroglíficos y cartuchos egipcios.